# 杜莎夫人
杜莎夫人（英語：Madame Tussaud，1761年—1850年），原名安娜·瑪麗亞·格勞舒茲（法語：Anna Maria Grosholtz），杜莎夫人蠟像館創辦人。

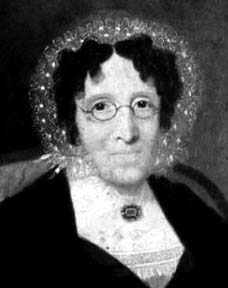
杜莎夫人

## 生平
杜莎夫人生于法国的斯特拉斯堡。1767年，她隨其母親的僱主前往巴黎，並在擅长蜡塑的醫學家及物理学家菲利普·科提烏斯家做女管家，这其间科提烏斯教会了她蜡塑的工艺。而早於1765年，柯提斯已为路易十五的情妇杜巴利伯爵夫人制作了一尊蜡像，这尊仍在展览的蜡像是众多藏品中历史最悠久的一个。科提烏斯的第一次蜡制品展览是在1770年於巴黎，当时吸引了大量观众。该展览在1776年转移到了巴黎皇家宮殿举办。
杜莎夫人在1777年为伏尔泰创作了他的第一尊蜡像，那一段时间她也为其他著名人士制作蜡像，包括卢梭、本杰明·富兰克林等。在法国大革命期间，她在众多受害者的尸体堆中寻找被斩首的头颅，为它们制作面模。科提烏斯在1794年去世，并将他的蜡制品收藏全部转给杜莎夫人。1802年，杜莎夫人到了伦敦，后来拿破仑战争的缘故使她无法回到法国，于是杜莎夫人带着她的蜡制品游遍大不列颠和爱尔兰。1835年，她在伦敦贝克街建立了第一个永久性展览。